# Shelob inconstans
 (juillet 2025).
Genre
Espèce
Synonymes
- Megalopsalis inconstans Forster, 1944
- Megalopsalis chiltoni nigra Forster, 1944

Shelob inconstans, unique représentant du genre Shelob, est une espèce d'opilions eupnois de la famille des Neopilionidae.

## Distribution
Cette espèce est endémique de Nouvelle-Zélande.

## Description
La carapace des mâles mesure de 1,8 à 2,4 mm de long sur de 3,0 à 3,2 mm et la carapace des femelles mesure de 2,0 à 2,6 mm de long sur de 2,8 à 3,2 mm.

## Systématique et taxinomie
Cette espèce a été décrite sous le protonyme Megalopsalis inconstans par Forster en 1944. Elle est placée dans le genre Forsteropsalis par Taylor en 2011 puis dans le genre Shelob par Taylor en 2025.
Megalopsalis chiltoni nigra a été placée en synonymie par en .
Ce genre a été décrit par Taylor en 2025 dans les Neopilionidae.

## Publications originales
- Forster, 1944 : « The genus Megalopsalis Roewer in New Zealand with keys to the New Zealand genera of Opiliones. » Records of the Dominion Museum, vol. 1, p. 183–192.
- Taylor, 2025 : « Further discussion of relationships within Australasian Neopilionidae (Opiliones: Phalangioidea), with description of two new species and eight new genera. » Zootaxa, no 5631(1), p. 52–82.